# Vayrac
Vayrac – miejscowość i gmina we Francji, w regionie Oksytania, w departamencie Lot.
Według danych na rok 1990 gminę zamieszkiwało 1 166 osób, a gęstość zaludnienia wynosiła 71 osób/km² (wśród 3020 gmin regionu Midi-Pyrénées Vayrac plasuje się na 298. miejscu pod względem liczby ludności, natomiast pod względem powierzchni na miejscu 700.).